# Suhaila Siddiq
Suhaila Siddiq (pashtu :جنراله ډاکټره سهيلا صديقي; Kabul, 11 marzo 1938 – Kabul, 4 dicembre 2020) è stata una politica, medico e militare afghana, spesso indicata come "Generale Suhaila".  Ministro della Sanità Pubblica dal dicembre 2001 al 2004, in precedenza lavorò come chirurgo nell'esercito afghano. Come ministro del governo, le fu dato il titolo di Onorevole prima del suo nome. Siddiq (a volte scritto Seddiqi) è stata una delle poche donne leader di governo in Afghanistan e l'unica donna nella storia dell'Afghanistan ad aver detenuto il titolo di tenente generale. Siddiq lavorò per il governo dell'Afghanistan sin dal regno di Mohammed Zahir Shah
.

## Biografia

### Origini e formazione
Suhaila Seddiqi nacque a Kabul, in Afghanistan, l'11 marzo 1938 ma c'è chi sostiene che l'anno di nascita sia stato il 1949. Apparteneva alla stirpe reale pashtun Barakzai Mohammadzai. Suo padre era governatore di Kandahar; aveva 5 sorelle.
Dopo aver completato il liceo, frequentò l'Università di Medicina di Kabul, ma si laureò in medicina all'Università Statale di Mosca, in quella che allora era l'Unione Sovietica.

### Carriera
Durante il governo di Mohammad Najibullah (1987-1992), a Siddiq fu dato il grado di chirurgo generale. Prima e dopo i talebani, era il primario di chirurgia dell'ospedale principale di Kabul a Wazir Akbar Khan. Sotto i talebani, continuò l'insegnamento della medicina per le donne e riuscì a riaprire la sezione femminile dell'ospedale in cui lavorava, dopo che i talebani l'avevano chiusa.
Siddiq era rispettata da molte femministe afghane per le sue azioni durante l'era talebana. Sia lei che sua sorella Sidiqa, professoressa al Politecnico di Kabul, furono due delle pochissime donne che si rifiutarono con successo di indossare il burqa. Si dice che abbia detto: "Quando la polizia religiosa è arrivata con i suoi bastoni e ha alzato le braccia per colpirmi, io ho alzato le mie per colpirli. Poi hanno abbassato le braccia e mi hanno lasciato andare".

### In politica

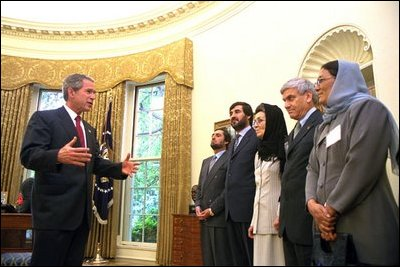
Il presidente degli Stati Uniti George W. Bush in un incontro con i ministri afghani nello Studio Ovale il 24 luglio 2002. Nella foto da sinistra, ci sono: Abdullah Abdullah, Sayed Mustafa Kazemi, Suhaila Siddiq, Mohammad Amin Farhang e Habiba Sorabi

Dopo la rimozione del governo talebano dall'Afghanistan da parte degli Stati Uniti e delle forze armate britanniche, Siddiq fu nominata ministro della Sanità pubblica e prestò giuramento dal presidente ad interim Hamid Karzai. Uno dei suoi primi atti fu quello di chiedere aiuto alla comunità internazionale per la creazione di una forza lavoro medica femminile. Incontrò un team dell'Organizzazione Mondiale della Sanità (OMS) inviato nel paese devastato dalla guerra per valutare le sue esigenze sanitarie, e disse che la formazione delle donne afghane era fondamentale perché sono una risorsa cruciale nel sistema sanitario.
Come ministro, nell'aprile 2002, Siddiq supervisionò la vaccinazione di circa 6 milioni di bambini afgani contro la poliomielite per conto del Fondo delle Nazioni Unite per l'infanzia.   Nel luglio 2002 incontrò una delegazione cinese che accettò di finanziare la ristrutturazione di quello che era stato promesso essere l'ospedale più moderno dell'Afghanistan.  Nel novembre 2006, Siddiq tenne un discorso sull'AIDS in Afghanistan a Eurasianet, a New York City.

### Morte
Siddiq aveva la malattia di Alzheimer. Morì a Kabul il 4 dicembre 2020, all'età di 72 anni, per complicazioni da COVID-19. 

## Vita privata
Siddiq ha vissuto tutta la sua vita in Afghanistan. Non si è mai sposata e ha affermato di essere troppo dedita alla sua professione e di non avere tempo per un marito: "Non mi sono sposata perché non volevo prendere ordini da un uomo". Siddiq era una delle cinque figlie di Mohammad Siddiq, governatore di Kandahar, Herat durante il regno del re Zahir Shah Khan. Sua sorella minore Mastura Aziz-Sultan, morta a Washington DC nel 2014, era anche lei un medico e specializzata in ostetricia e ginecologia. Le altre sorelle risiedono a San Diego, Ginevra e Sydney. Un'altra sorella minore, Sediqa, un ingegnere, moeì nel 2001 a Kabul.